# Halston (miniserie)
Halston es una miniserie de televisión web estadounidense de drama acerca de la vida del diseñador Halston, basada en la novela Simply Halston de Steven Gaines y protagonizada por Ewan McGregor. La serie, creada por Sharr Whitte y producida por Ryan Murphy, fue estrenada el 14 de mayo de 2021 en Netflix.

## Reparto y personajes

### Principal
- Ewan McGregor como Halston
- Rebecca Dayan como Elsa Peretti
- David Pittu como Joe Eula
- Krysta Rodriguez como Liza Minnelli
- Bill Pullman como David Mahoney

### Recurrentes
- Rory Culkin como Joel Schumacher
- Sullivan Jones como Ed Austin
- Gianfranco Rodriguez como Victor Hugo
- Kelly Bishop como Eleanor Lambert
- Vera Farmiga como Adele
- Dilone como Pat Cleveland
- James Waterston como Mike
- Jason Kravits como Carl Epstein
- Mary Beth Peil como Martha Graham
- Maxim Swinton como Joven Roy Halston
- Sietzka Rose como Karen Bjornson

## Episodios
| N.º | Título                                                      | Dirigido por   | Escrito por                            | Fecha de lanzamiento original |
| --- | ----------------------------------------------------------- | -------------- | -------------------------------------- | ----------------------------- |
| 1   | «Becoming Halston» «Halston: El origen»                     | Daniel Minahan | Ian Brennan, Ryan Murphy y Sharr White | 14 de mayo de 2021            |
| 2   | «Versailles» «Versalles»                                    | Daniel Minahan | Ian Brennan y Ted Malawer              | 14 de mayo de 2021            |
| 3   | «The sweet smell of success» «La dulce fragancia del éxito» | Daniel Minahan | Ian Brennan y Ryan Murphy              | 14 de mayo de 2021            |
| 4   | «The party's over» «Se acabó la fiesta»                     | Daniel Minahan | Ian Brennan, Ryan Murphy y Sharr White | 14 de mayo de 2021            |
| 5   | «Critics» «Críticos»                                        | Daniel Minahan | Ian Brennan, Ryan Murphy y Ted Malawer | 14 de mayo de 2021            |

## Producción

### Desarrollo
En enero de 2019, se anunció que Legendary Entertainment y Killer Films habían puesto en desarrollo una miniserie basada en la vida de Halston, recogida en la novela Simply Halston, libro de Steven Gaines, con Ewan McGregor como protagonista. La serie está escrita por Sharr White y dirigida por Daniel Minahan.
En septiembre de 2019, Ryan Murphy le reveló a Time que había firmado en Halston como productor ejecutivo y que la serie había sido ordenada por Netflix en virtud de su contrato general con la empresa. La serie se estrenará el 14 de mayo de 2021.

### Casting
El 18 de febrero de 2020, Murphy anunció en una publicación de Instagram eliminada que, además de McGregor protagonizada, otros miembros del elenco de Halston, que incluían a Krysta Rodríguez como Liza Minnelli, Rory Culkin como Joel Schumacher, Rebecca Davan como Elsa Peretti, Sullivan Jones como Ed Austin , David Pittu como Joe Eula, Krysta Rodríguez como Liza Minnelli y Gianfranco Rodríguez como Víctor Hugo.

## Lanzamiento
El 3 de mayo de 2021, Netflix publicó en sus redes sociales el tráiler de Halston. Tiene previsto su estreno para el 14 de mayo de 2021.

## Recepción

### Respuesta crítica
Para el agregador de reseñas Rotten Tomatoes informó una calificación de aprobación del 66% en base a 50 reseñas de críticos, con una calificación promedio de 6.16 / 10. El consenso de los críticos del sitio web dice: "Ewan McGregor aporta un carisma de megavatios para que coincida con la recreación vibrante de Halston de una era de la moda, pero el tratamiento simplista de la serie de la vida interior del legendario diseñador produce mucho estilo con poca sustancia". Metacritic le dio a la serie, una puntuación media ponderada de 49 sobre 100 basada en 14 opiniones de críticos, que indica "opiniones mixtas o medias".

### Premios y nominaciones
| Año  | Premiación                           | Categoría                                                                                        | Nominado(s)                                                                                    | Resultado | Ref.   |
| ---- | ------------------------------------ | ------------------------------------------------------------------------------------------------ | ---------------------------------------------------------------------------------------------- | --------- | ------ |
| 2021 | Premios Primetime Emmy               | Mejor actor - Miniserie o telefilme                                                              | Ewan McGregor                                                                                  | Ganador   | [ 14 ] |
| 2021 | Primetime Emmy a las Artes Creativas | Mejor diseño de producción para un programa narrativo o fantástico de una hora de duración o más | Mark Ricker, Nithya Shrinivasan & Cherish M. Hale                                              | Nominados | [ 14 ] |
| 2021 | Primetime Emmy a las Artes Creativas | Mejor diseño de vestuario histórico                                                              | Jeriana San Juan, Catherine Crabtree, Cailey Breneman & Anne Newton-Harding (Por "Versailles") | Nominados | [ 14 ] |
| 2021 | Primetime Emmy a las Artes Creativas | Mejor diseño de maquillaje (No Protésico)                                                        | Patricia Regan, Claus Lulla, Margot Boccia & Joseph A. Campayno (Por "Versailles")             | Nominados | [ 14 ] |
| 2021 | Primetime Emmy a las Artes Creativas | Mejor diseño de supervisión de sonido                                                            | Amanda Krieg Thomas, Alexis Martin Woodall & Ryan Murphy (Por "The Party's Over")              | Nominados | [ 14 ] |
| 2022 | Premios Globo de Oro                 | Mejor actor de miniserie o telefilme                                                             | Ewan McGregor                                                                                  | Nominado  | [ 15 ] |
| 2022 | Premios del Sindicato de Actores     | Mejor actor de televisión - Miniserie o telefilme                                                | Ewan McGregor                                                                                  | Pendiente | [ 16 ] |